# Regeringen George W. Bush

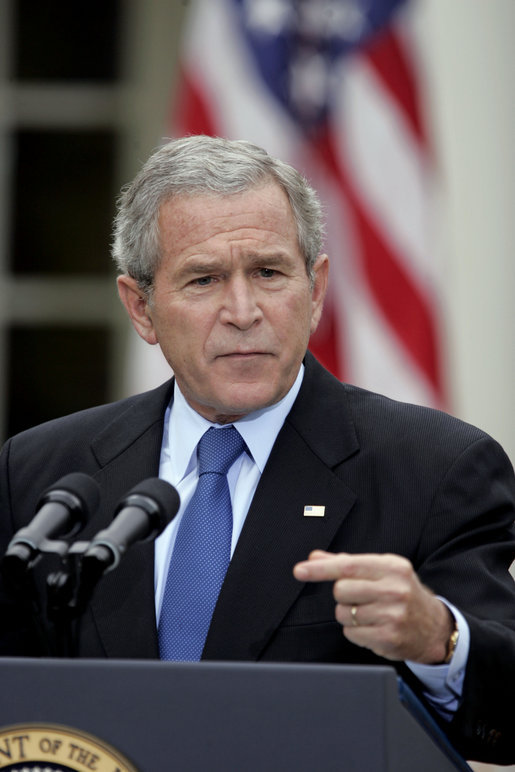
USA:s 43:e president, George W. Bush, 2006.

George W. Bushs regering satt under tiden som George W. Bush var president i USA mellan den 20 januari 2001 och 20 januari 2009.
USA:s regering kallas på engelska the Cabinet; se USA:s federala regering.

## Andra viktiga befattningshavare utanför regeringen (the Cabinet)
| Titel                               | Namn                   | Period    |
| ----------------------------------- | ---------------------- | --------- |
| USA:s nationella säkerhetsrådgivare | Condoleezza Rice       | 2001-2005 |
| USA:s nationella säkerhetsrådgivare | Stephen Hadley         | 2005-2009 |
| USA:s försvarschef                  | Richard B. Myers       | 2001-2005 |
| USA:s försvarschef                  | Peter Pace             | 2005-2007 |
| USA:s försvarschef                  | Michael Mullen         | 2007-2009 |
| Chef för antiterrorbyrån            | John Negroponte        | 2005-2007 |
| Chef för antiterrorbyrån            | John Michael McConnell | 2007-2009 |
| Chef för CIA                        | George Tenet           | 2001-2004 |
| Chef för CIA                        | Porter J. Goss         | 2004-2006 |
| Chef för CIA                        | Michael Hayden         | 2006-2009 |
| Chef för FBI                        | Robert Mueller         | 2001-2009 |

### Fotnoter
1. ↑  ”United States of America” (på engelska). World Statesmen. 10 mars 2001. http://www.worldstatesmen.org/United_States.html. Läst 4 juni 2015.